# محمد سیلا (بازیکن فوتبال، زاده ۱۹۷۷)
محمد سیلا (انگلیسی: Mohammed Sylla؛ زادهٔ ۱۳ مارس ۱۹۷۷) بازیکن فوتبال متولد ساحل عاج اهل گینه است.
از باشگاه‌هایی که در آن بازی کرده است می‌توان به باشگاه فوتبال لو مان، باشگاه فوتبال لستر سیتی، باشگاه فوتبال کیلمارنوک، باشگاه فوتبال لو آور، باشگاه فوتبال سلتیک، و باشگاه فوتبال سنت جانستون اشاره کرد.
وی همچنین در تیم ملی فوتبال گینه بازی کرده است.